# 은빛 당나귀
《은빛 당나귀》는 소냐 하트넷의 소설이다. 어린이용 동화이며, 앤 스퍼드빌라스가 삽화를 그렸다. 
저자는 아이들에게 전쟁의 참혹함을 이야기 하지만, 소곤소곤 얘기하듯 적절한 비유를 통해 아이들의 눈과 귀가 다치지 않게 하고, 더 나아가 저자는 교묘하게 장치한 우화들을 통해 이 책을 아주 달콤하고 감칠 맛나게 하고 있다.

## 줄거리
행운을 가져다 준다’고 동생이 주었던 작은 은빛 당나귀를 소중하게 간직하고 있는 장교. 주인공 코코는 이것을 보자마자 영적인 신념이 담긴 하나의 상징물처럼 여기며, 당나귀의 매력에 완전히 사로잡힌다. 그래서 장교는 당나귀에 얽힌 네 편의 이야기(예수 탄생을 각색한 크리스마스 이야기, 가뭄을 끝내달라고 기도하는 당나귀 이야기, 그리고 전쟁에서 부상병들을 구하기 위해 애쓰는 당나귀 이야기 등)를 하면서, 아이들을 황홀한 이야기 세계로 인도한다.
장교는 이야기를 통해 당나귀의 정직, 충직, 인내, 용감성을 아이들에게 들여 주면서, 전쟁의 폭력성과 끔찍함을 우회적으로 이야기하고 있다. 또한 사람들의 야만성을 어떻게 변화시켜야 하는지를 드러내지 않고 은유적으로 이야기 하고 있다.